# Poezdka v Visbaden
Poezdka v Visbaden (Поездка в Висбаден) è un film del 1989 diretto da Evgenij Gerasimov.

## Trama
Dmitrij Sanin va a Francoforte, dove incontra la figlia di Gemma, proprietaria di un caffè, di cui si innamora. Questo sentimento è reciproco e decidono di mettere su famiglia. Per questo, Sanin vende la sua piccola tenuta alla moglie della sua amica, Marija. E improvvisamente si rende conto che Gemma non è affatto quella che aveva cercato per tutta la vita.